# Język umbundu
Język umbundu – język z rodziny bantu, używany w Angoli. W 2012 roku liczba mówiących wynosiła ok. 6 mln. Jest jednym z najczęściej używanych języków Angoli.